# Jozef Petráni
Jozef Petráni (* 29. listopadu 1971) je bývalý slovenský fotbalista a fotbalový funkcionář. Po skončení aktivní kariéry pracoval jako generální manažer FC Nitra.

## Fotbalová kariéra
V československé lize hrál za Plastiku Nitra. V československé lize nastoupil v sezóně 1990/91 ve 2 utkáních.

## Ligová bilance
| Ročník                                   | Zápasy | Góly | Klub           |
| ---------------------------------------- | ------ | ---- | -------------- |
| 1. československá fotbalová liga 1990/91 | 2      | 0    | Plastika Nitra |
| LIGA CELKEM                              | 2      | 0    |                |